# Guerra italiana de 1536-1538
La Guerra italiana de 1536-1538 fue un conflicto bélico que enfrentó a los monarcas Francisco I de Francia y Carlos I de España.

## Trasfondo
La guerra comenzó con la muerte de Francisco II Sforza, duque de Milán. Cuando el hijo de Carlos I de España, el futuro Felipe II, heredó el ducado, Francisco I de Francia invadió Saboya, capturando Turín pero no logrando hacer lo mismo con Milán.

## Guerra
Como respuesta, el rey Carlos I de España invadió Provenza en junio de 1536, llevando a cabo un rápido avance saqueando Antibes, Grasse, Castellane y ocupando Aix-en-Provence. Sin embargo, prefirió retirarse a Milán antes que atacar Aviñón, territorio fuertemente fortificado. Hay fuentes que hablan de que la retirada se produjo porque algunas tropas francesas dejaron a propósito fruta demasiado madura en los árboles, en un intento de causar disentería a las tropas con las que se enfrentaban.

## Consecuencias
La tregua de Niza dio por concluido el conflicto, dejando Milán en manos de los Habsburgo y Turín en francesas, lo cual no producía un cambio significante en las fronteras de Italia. Un hecho significativo es que durante la firma del tratado los monarcas Francisco I de Francia y Carlos I de España rechazaron estar sentados en la misma habitación, muestra del odio mutuo que se tenían. Así, las negociaciones se llevaron a cabo a través del Papa Pablo III, que iba de una habitación a otra mediando entre ambas partes.